# Хасселбек, Элизабет
Эли́забет Ха́сселбек (англ. Elisabeth Hasselbeck), в девичестве — ДельПадре́-Фила́рски (англ. DelPadre-Filarski; 28 мая 1977, Кранстон, Род-Айленд) — американская телеведущая.

## Карьера
Элизабет Хасселбек училась в Бостонском колледже, была капитаном студенческой команды по софтболу. Начала свою карьеру на телевидении в 2001 году с участия в реалити-шоу «Survivor: Австралия». С 2003 по 2013 годы была одной из ведущих ток-шоу The View на ABC. В 2009 году разделила дневную премию «Эмми» с четырьмя другими ведущими программы.

## Личная жизнь
С 6 июля 2002 года Элизабет замужем за Тимом Хасселбеком (род.1978). У супругов есть трое детей, дочь и два сына — Грэйс Элизабет Хасселбек (род. 06.04.2005), Тейлор Томас Хасселбек (род. 09.11.2007) и Айзайя Тимоти Хасселбек (род. 09.08.2009).
Элизабет страдает целиакией.